# Saint-Urbain (Finistère)
Saint-Urbain település Franciaországban, Finistère megyében. Lakosainak száma 1669 fő (2022. január 1.). Saint-Urbain Daoulas, Dirinon, Irvillac, La Martyre, Pencran, Tréflévénez és Le Tréhou községekkel határos.

## Népesség
A település népessége az elmúlt években az alábbi módon változott:
| Lakosok száma | 466  | 1062 | 1120 | 1385 | 1610 | 1641 | 1633 | 1646 | 1667 | 1669 |
|               | 1968 | 1982 | 1990 | 2006 | 2013 | 2015 | 2017 | 2019 | 2020 | 2022 |